# Strana nezávislosti (Mandátní Palestina)

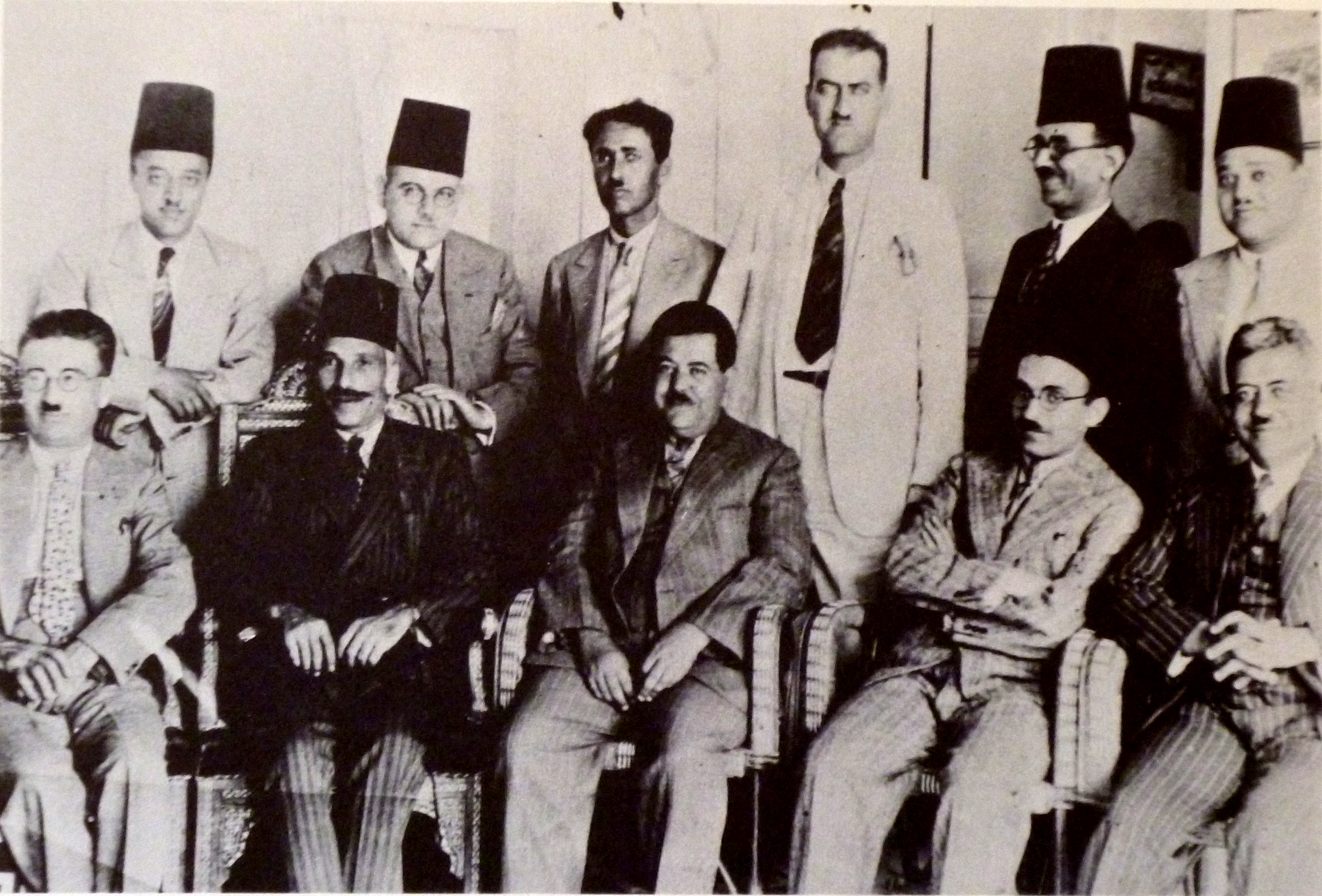
Zakladatelé a vedení Strany nezávislosti (kolem roku 1932)

Strana nezávislosti (arabsky حزب الاستقلال‎, Hizb al-Istiqlal) byla palestinská politická strana v Mandátní Palestině. Strana neměla příliš početné členstvo, ale díky úzkým kontaktům s Fajsalem z dynastie Hašímovců měli přístup k předním představitelům arabského světa.

## Historie
Jednou z příčin vzniku strany byly dlouholeté spory vlivných rodů al-Husajní a an-Našášíbí, které podkopávaly arabské národnostní hnutí v Palestině. Strana nezávislosti byla založena v roce 1932 skupinou mužů z Náblusu, které vedl Izzat Darwaza. Ve svém programu navrhovali taktiku nespolupráce s britskou mandátní správou a odmítnutí placení daní britské správě. Současně požadovali zřízení nezávislého arabského státu, panarabskou mezinárodní spolupráci, zrušení mandátní správy a Balfourovy deklarace a v neposlední řadě zřízení arabského parlamentu v Palestině. Byli také odpůrci sionistického hnutí. Během arabského povstání v Palestině v letech 1936–1939 volali po bojkotu britské správy dle vzoru Indického národního kongresu.
Svého vlivého vrcholu strana dosáhla v roce 1933 a poté její vliv rapidně klesal. Strana ztrácela na oblibě kvůli kritice rodu al-Husajní a nedostatku financí. Charakteristickým znakem strany bylo její zastávání postoje, že hlavním nepřítelem palestinských Arabů je britský imperialismus.
V roce 1937 byla strana zastoupena ve Vysokém arabském výboru. Zastupoval ji Awní Abd al-Hádí. Kvůli arabskému povstání poté byl Brity Vysoký arabský výbor a jeho členské strany zakázány. Nicméně v roce 1939 se zástupce strany účastnil Londýnské konference, která pojednávala o budoucnosti Palestiny po konci mandátu a jejímž výsledkem byla MacDonaldova bílá kniha. 
Strana zanikla v roce 1947.